# Lila Avilés
Lila Avilés (Città del Messico, 1982) è un'attrice, regista e sceneggiatrice messicana.

## Biografia
Nata a Città del Messico, Avilés ha studiato arti sceniche con Ximena Escalante e José Caballero, e sceneggiatura cinematografica con Beatriz Novaro e Paula Marcovich. Dopo alcuni cortometraggi, ha debuttato sul grande schermo con La camarista (2018), presentato in anteprima al 43° Toronto International Film Festival. Con questo film, Avilés ha vinto il Premio Ariel alla migliore opera prima ed è stata candidata come miglior regista. Il film è stato scelto come candidato messicano per il miglior film in lingua straniera alla 92ª edizione degli Academy Awards.
Il suo secondo lungometraggio, Tótem - Il mio sole, è stato presentato in concorso al Festival di Berlino 2023, dove ha vinto il Premio Ecumenico al Miglior Film. Ha vinto anche il premio per la miglior regia al Jerusalem Film Festival. È stato inoltre selezionato per l'Oscar al miglior film in lingua straniera alla 96ª edizione degli Academy Awards.

## Filmografia
- La camarista (2018)
- Tótem - Il mio sole (2023)